# Olios maculinotatus
Olios maculinotatus là một loài nhện trong họ Sparassidae.
Loài này thuộc chi Olios. Olios maculinotatus được Embrik Strand miêu tả năm 1909.